# Sandra Ramos
Sandra Ramos (sinh năm 1969) là một nghệ sĩ thị giác đến từ Cuba được biết đến với những tác phẩm mang khuynh hướng siêu thực về mối quan hệ của bà với tình hình chính trị và xã hội của Cuba.

## Đầu đời và giáo dục
Sandra Ramos sinh ra ở Havana, Cuba, nơi mà bà tiếp tục sống và làm việc. Mặc dù Ramos không đến từ một gia đình nghệ thuật, tuy vậy, bà vẫn được truyền cảm hứng bởi người họa sĩ Gloria González, là người bạn thân của bà ngoại Ramos.
Ở tuổi mười hai, người nghệ sĩ trẻ bắt đầu học tại Trường tiểu học Nghệ thuật Escuela Elemental de Artes Plásticas, Havana. Sau đó bà tiếp tục học tại Học viện Nghệ thuật San Alejandro và Viện nghệ thuật cao cấp ở Havana, nơi bà được hướng dẫn bởi các nghệ sĩ nổi tiếng như José Bedia, Leandro Soto và Carlos Cardenas.

## Sự nghiệp
Ramos đã bắt đầu sự nghiệp nghệ sĩ của mình trong suốt "Thời kỳ đặc biệt" của Cuba.  Giai đoạn này bắt đầu vào năm 1990 và là kết quả của sự sụp đổ và tan rã của chủ nghĩa xã hội ở Liên Xô (USRR) và lệnh cấm vận của Hoa Kỳ áp đặt đối với Cuba.
"Thời kỳ đặc biệt" của Cuba đánh dấu bằng cuộc khủng hoảng kinh tế ảnh hưởng nghiêm trọng đến đời sống của tất cả người dân Cuba. Trong khoảng thời gian này, nhiều người đã rời khỏi đất nước Cuba, kể cả người chồng sau này của bà cũng rời đi vào năm 1992. Ramos đã đắn đo khi lựa chọn con đường của chính mình, bà nói  "Đó là khoảng thờ gian rất khó khăn cho tôi...... Tôi phải quyết định liệu tôi có nên theo anh ấy hay không
."   Cuối cùng, Ramos quyết định ở lại. Những trải nghiệm cô độc, đau buồn và mất mát của cá nhân xuất phát từ những khó khăn này đã truyền đạt vào những tác phẩm nghệ thuật của bà. Vào năm 2003, bà nói, "Công việc chính như chính cuộc sống của tôi khi đó, và cuộc sống của tôi sẽ thay đổi rất nhiều nếu tôi rời đi
."
Năm 1993, Sandra Ramos trở thành giảng viên tại ISA - Viện Nghệ thuật Cao cấp, bà nắm giữ vị trí này cho đến năm 1998. Kể từ đó, bà tiếp tục tham gia vào thế giới nghệ thuật. Bà tham gia các hội thảo lớn tại các tổ chức và trường đại học quốc tế như Trung tâm sau đại học CUNY, Đại học Wake Forest, Đại học George Mason Washington, Đại học Havana, L 'Ecole deux Mỹ thuật Paris, Trung tâm Barbican ở London, Bảo tàng Mỹ thuật ở Boston, Bảo tàng nghệ thuật Lowe, Đại học Florida, Bảo tàng nghệ thuật Fuchu, Tokyo,...